# Catalino Rivarola
Catalino Rivarola Méndez (* 30. April 1965  in Asunción) ist ein ehemaliger paraguayischer Fußballspieler. Der Innenverteidiger spielte 51-mal in der paraguayischen Nationalmannschaft und gewann auf Vereinsebene zwei Mal die Copa Libertadores.

## Karriere

### Verein
Catalino Rivarola begann seine Profikarriere 1985 beim paraguayischen Topklub Cerro Porteño. Mit dem Hauptstadtverein gewann er in den Jahren 1987 und 1990 die paraguayische Meisterschaft. 1991 wechselte er nach Argentinien zu Talleres de Córdoba, wo er bis 1995 unter Vertrag stand und in 98 Ligaspielen drei Tore erzielte. Anschließend zog es Rivarola nach Brasilien zum Grêmio FBPA. In seiner dreijährigen Zeit beim Klub aus Porto Alegre feierte er zahlreiche Erfolge. Mit Grêmio gewann er die Copa Libertadores 1995, im Jahr darauf die Recopa Sudamericana sowie sowohl die Staatsmeisterschaft von Rio Grande do Sul als auch die brasilianische Meisterschaft 1996. 1997 folgte der Gewinn der Copa do Brasil. Im Jahr 1999 wechselte Rivarola zum Ligakonkurrenten SE Palmeiras, mit dem er in derselben Saison erneut die Copa Libertadores gewann. Seine aktive Karriere setzte er anschließend bei América-RJ fort und kehrte 2001 nach Paraguay zu Libertad zurück, bevor er seine Laufbahn beendete.

### Nationalmannschaft
Catalino Rivarola debütierte im September 1988 in der paraguayischen Nationalmannschaft bei einem 5:1-Sieg gegen Ecuador. Er nahm an mehreren Südamerikameisterschaften teil. Bei der Copa América 1989 in Brasilien erreichte Paraguay den vierten Platz. Zwei Jahre später, bei der Copa América 1991 in Chile, schied die Mannschaft in der Gruppenphase aus. Höhepunkt seiner Nationalmannschaftskarriere war die Teilnahme an der Fußball-Weltmeisterschaft 1998 in Frankreich. Dort stand Rivarola im paraguayischen Aufgebot, kam jedoch nicht zum Einsatz. Paraguay erreichte das Achtelfinale, wo das Team nach Verlängerung mit 0:1 gegen den späteren Weltmeister Frankreich ausschied. Sein letztes Länderspiel absolvierte Rivarola im Juni 1998 in einem Freundschaftsspiel gegen Belgien. Insgesamt absolvierte Rivarola 51 Länderspiele und erzielte dabei vier Tore.

## Erfolge
Cerro Porteño
- Paraguayischer Meister: 1987, 1990

Grêmio
- Staatsmeister von Rio Grande do Sul: 1996
- Brasilianischer Meister: 1996
- Brasilianischer Pokalsieger: 1997
- Copa-Libertadores-Sieger: 1995
- Sieger der Recopa Sudamericana: 1996

Palmeiras
- Copa-Libertadores-Sieger: 1999